# Jan Jansz. Potter (landmeter)

Kaart van de oude en nieuwe uitslag van Putten (Jan Jansz Potter, 1580)

Jan Jansz. Potter (153? - Delft, circa 1590) was landmeter en notaris in vaste dienst van het Hoogheemraadschap van Delfland, maar ook werkzaam voor het Hoogheemraadschap van Rijnland, Hoogheemraadschap van Schieland, het Baljuwschap Land van Putten en de heerlijkheid Beijerland in de periode van 1560 tot 1590.

## Levensloop
Jan Potter werd in Delft geboren en studeerde aan de Universiteit van Leuven. Hij trouwde met Aefken van Dijck uit Schipluiden, dochter van Anthonis Dirx van Dijck, een van de grootste grondbezitters in Delfland. Hij woonde, net als zijn ouders, op de Markt van Delft, wat aanduidt dat hij van goede komaf was. Naast het ouderlijk huis bezat hij nog twee huizen in Delft. Hij was poorter van Delft. In 1560 vervaardigde hij een wapenboek, waarin ook het wapen van het geslacht Potter van der Loo staat: drie zwarte potten op een gouden achtergrond.
Hij werd beëdigd als landmeter van het hoogheemraadschap van Schieland. De oudste kaart van Jan Potter is van 28 april 1561 van het adellijke 'Huis ten Dorp' met landerijen tussen Schipluiden en Maasland. In 1562 werd hij beëdigd als landmeter van Delfland, in 1567 als notaris.
In 1564 wordt hij vermeld als beëdigd landmeter van Rijnland. Later noemde hij zich ook beëdigd landmeter van het land van Putten en een enkele maal van de heerlijkheid van Beierland. Hij kreeg opdrachten van Filips II, Willem van Oranje, de Staten van Holland en anderen. Circa 1570 kreeg hij van de Duitse Orde in Utrecht de opdracht om het bezit van de orde in Maasland op te meten. Er zijn 65 kaarten (veelal op perkament) en 6 kaartboeken bewaard gebleven. 
Wanneer Potter stierf is niet precies bekend, maar de laatste kaart van hem is van 1590. In hetzelfde jaar werd Pieter Jansz. Verhouck als nieuwe landmeter van Delfland aangesteld, en in 1591 werd een nieuwe notaris in Delft aangesteld. Daarom wordt verondersteld dat dit was omdat Potter was overleden.